# KV Woluwe-Zaventem
El KV Woluwe-Zaventem es un equipo de fútbol belga de la localidad de Zaventem en la provincia del Brabante Flamenco. El club está afiliado a la Real Asociación Belga con el número de matrícula 3197 y tiene el amarillo y el azul como colores del club. El club actual se formó en 2003 a partir de la fusión de KVK Zaventem y KV Wosjot Woluwe. Actualmente juega en la Segunda Provincial del Brabante Flamenco.

## Historia
Fue fundado el 1 de febrero de 1922 en la ciudad de Zaventem con el nombre Zaventem FC y se afilió a la asociación de fútbol el 5 de noviembre de 1924, y en 1926 fue inscrito oficialmente con el número de matrícula 424.
El 15 de julio de 1939 cambió su nombre por el de Sporting Club Woluwe Voetbalvereeniging, el cual utilizaron solo 2 temporadas, cambiándolo por Woluwe SC y con un número de matrícula diferente, la 3197.
En 1951 cambiaron su nombre por K Zaventhem FC y retomaron el número de matrícula 424. En 1972 se fusionaron con el KV Zaventhem para crear al Wosjot Woluwe, reconociendo el número de matrícula 8836.
El 1 de julio de 1993 se fusionaron con el Woluwe RSC para crear al KV Wosjot Woluwe, para en 2003 cambiar su nombre por el actual.

## Palmarés
- Tercera División de Bélgica: 1

2013/14

## Temporada a temporada
| Temporada                                         | División | División | División | División | División | División | División | División | División | Denominación                                          | Puntos                                                | Observaciones                                                               |                                        |
|                                                   | I        | I        | II       | III      | P.I      | P.II     | P.III    | P.IV     |          |                                                       |                                                       |                                                                             |                                        |
| ------------------------------------------------- | -------- | -------- | -------- | -------- | -------- | -------- | -------- | -------- | -------- | ----------------------------------------------------- | ----------------------------------------------------- | --------------------------------------------------------------------------- | -------------------------------------- |
| como Woluwe Sporting Club                         |          |          |          |          |          |          |          |          |          |                                                       |                                                       |                                                                             |                                        |
| 1941/42                                           |          |          |          |          |          |          | 5        |          |          | Tercera Prov. Brab                                    | 18                                                    |                                                                             |                                        |
| 1942/43                                           |          |          |          |          |          |          | 8        |          |          | Tercera Prov. Brab                                    | 18                                                    |                                                                             |                                        |
| 1943/44                                           |          |          |          |          |          |          | 4        |          |          | Tercera Prov. Brab                                    | 26                                                    |                                                                             |                                        |
| 1944/45                                           |          |          |          |          |          |          | 6        |          |          | Tercera Prov. Brab                                    | 10                                                    |                                                                             |                                        |
| 1945/46                                           |          |          |          |          |          |          | 3        |          |          | Tercera Prov. Brab                                    | 38                                                    |                                                                             |                                        |
| 1946/47                                           |          |          |          |          |          |          | 4        |          |          | Tercera Prov. Brab                                    | 20                                                    |                                                                             |                                        |
| 1947/48                                           |          |          |          |          |          |          | 7        |          |          | Tercera Prov. Brab                                    | 15                                                    |                                                                             |                                        |
| 1948/49                                           |          |          |          |          |          |          | 2        |          |          | Tercera Prov. Brab                                    | 39                                                    |                                                                             |                                        |
| 1949/50                                           |          |          |          |          |          |          | 4        |          |          | Tercera Prov. Brab                                    | 31                                                    |                                                                             |                                        |
| 1950/51                                           |          |          |          |          |          |          | 11       |          |          | Tercera Prov. Brab                                    | 12                                                    |                                                                             |                                        |
| 1951/52                                           |          |          |          |          |          |          | 12       |          |          | Tercera Prov. Brab                                    | 19                                                    |                                                                             |                                        |
|                                                   | I        | I        | II       | III      | IV       | P.I      | P.II     | P.III    | P.IV     | desde 1952/53 hay 4 niveles nacionales                | desde 1952/53 hay 4 niveles nacionales                | desde 1952/53 hay 4 niveles nacionales                                      | desde 1952/53 hay 4 niveles nacionales |
| 1952/53                                           |          |          |          |          |          |          |          | 7        |          | Tercera Prov. Brab                                    | 17                                                    |                                                                             |                                        |
| 1953/54                                           |          |          |          |          |          |          |          | 2        |          | Tercera Prov. Brab                                    | 43                                                    |                                                                             |                                        |
| 1954/55                                           |          |          |          |          |          |          |          | 2        |          | Tercera Prov. Brab                                    | 41                                                    |                                                                             |                                        |
| 1955/56                                           |          |          |          |          |          |          |          | 1        |          | Tercera Prov. Brab                                    | 48                                                    |                                                                             |                                        |
| 1956/57                                           |          |          |          |          |          |          | 9        |          |          | Segunda Prov. Brab                                    | 28                                                    |                                                                             |                                        |
| 1957/58                                           |          |          |          |          |          |          | 9        |          |          | Segunda Prov. Brab                                    | 23                                                    |                                                                             |                                        |
| 1958/59                                           |          |          |          |          |          |          | 8        |          |          | Segunda Prov. Brab                                    | 28                                                    |                                                                             |                                        |
| 1959/60                                           |          |          |          |          |          |          | 13       |          |          | Segunda Prov. Brab                                    | 21                                                    |                                                                             |                                        |
| 1960/61                                           |          |          |          |          |          |          | 15       |          |          | Segunda Prov. Brab                                    | 12                                                    |                                                                             |                                        |
| 1961/62                                           |          |          |          |          |          |          |          | 10       |          | Tercera Prov. Brab                                    | 27                                                    |                                                                             |                                        |
| 1962/63                                           |          |          |          |          |          |          |          | 10       |          | Tercera Prov. Brab                                    | 26                                                    |                                                                             |                                        |
| 1963/64                                           |          |          |          |          |          |          |          | 15       |          | Tercera Prov. Brab                                    | 0                                                     |                                                                             |                                        |
| 1964/65                                           |          |          |          |          |          |          |          |          | 9        | Cuarta Prov. Brab                                     | 20                                                    |                                                                             |                                        |
| 1965/66                                           |          |          |          |          |          |          |          |          | 6        | Cuarta Prov. Brab                                     | 24                                                    |                                                                             |                                        |
| 1966/67                                           |          |          |          |          |          |          |          |          | 3        | Cuarta Prov. Brab                                     | 38                                                    |                                                                             |                                        |
| 1967/68                                           |          |          |          |          |          |          |          |          | 1        | Cuarta Prov. Brab                                     | 50                                                    |                                                                             |                                        |
| 1968/69                                           |          |          |          |          |          |          |          | 3        |          | Tercera Prov. Brab                                    | 32                                                    |                                                                             |                                        |
| 1969/70                                           |          |          |          |          |          |          |          | 9        |          | Tercera Prov. Brab                                    | 24                                                    |                                                                             |                                        |
| 1970/71                                           |          |          |          |          |          |          |          | 3        |          | Tercera Prov. Brab                                    | 41                                                    |                                                                             |                                        |
| 1971/72                                           |          |          |          |          |          |          |          | 9        |          | Tercera Prov. Brab                                    | 31                                                    |                                                                             |                                        |
| 1972/73                                           |          |          |          |          |          |          |          | 10       |          | Tercera Prov. Brab                                    | 29                                                    |                                                                             |                                        |
| 1973/74                                           |          |          |          |          |          |          |          | 3        |          | Tercera Prov. Brab                                    | 42                                                    |                                                                             |                                        |
| 1974/75                                           |          |          |          |          |          |          |          | 3        |          | Tercera Prov. Brab                                    | 39                                                    |                                                                             |                                        |
| 1975/76                                           |          |          |          |          |          |          |          | 5        |          | Tercera Prov. Brab                                    | 37                                                    |                                                                             |                                        |
| 1976/77                                           |          |          |          |          |          |          |          | 4        |          | Tercera Prov. Brab                                    | 35                                                    |                                                                             |                                        |
| 1977/78                                           |          |          |          |          |          |          |          | 7        |          | Tercera Prov. Brab                                    | 31                                                    |                                                                             |                                        |
| 1978/79                                           |          |          |          |          |          |          |          | 10       |          | Tercera Prov. Brab                                    | 29                                                    |                                                                             |                                        |
| 1979/80                                           |          |          |          |          |          |          |          | 11       |          | Tercera Prov. Brab                                    | 24                                                    |                                                                             |                                        |
| 1980/81                                           |          |          |          |          |          |          |          | 12       |          | Tercera Prov. Brab                                    | 23                                                    |                                                                             |                                        |
| 1981/82                                           |          |          |          |          |          |          |          | 11       |          | Tercera Prov. Brab                                    | 25                                                    |                                                                             |                                        |
| 1982/83                                           |          |          |          |          |          |          |          | 5        |          | Tercera Prov. Brab                                    | 33                                                    |                                                                             |                                        |
| 1983/84                                           |          |          |          |          |          |          |          | 5        |          | Tercera Prov. Brab                                    | 41                                                    |                                                                             |                                        |
| 1984/85                                           |          |          |          |          |          |          |          | 4        |          | Tercera Prov. Brab                                    | 37                                                    |                                                                             |                                        |
| 1985/86                                           |          |          |          |          |          |          |          | 1        |          | Tercera Prov. Brab                                    | 44                                                    |                                                                             |                                        |
| 1986/87                                           |          |          |          |          |          |          | 15       |          |          | Segunda Prov. Brab                                    | 18                                                    |                                                                             |                                        |
| 1987/88                                           |          |          |          |          |          |          |          | 7        |          | Tercera Prov. Brab                                    | 31                                                    |                                                                             |                                        |
| 1988/89                                           |          |          |          |          |          |          |          | 12       |          | Tercera Prov. Brab                                    | 25                                                    |                                                                             |                                        |
| 1989/90                                           |          |          |          |          |          |          |          | 5        |          | Tercera Prov. Brab                                    | 33                                                    |                                                                             |                                        |
| 1990/91                                           |          |          |          |          |          |          |          | 13       |          | Tercera Prov. Brab                                    | 28                                                    |                                                                             |                                        |
| como Woluwe Royal Sporting Club                   |          |          |          |          |          |          |          |          |          |                                                       |                                                       |                                                                             |                                        |
| 1991/92                                           |          |          |          |          |          |          |          | 13       |          | Tercera Prov. Brab                                    | 20                                                    |                                                                             |                                        |
| 1992/93                                           |          |          |          |          |          |          |          | 15       |          | Tercera Prov. Brab                                    | 15                                                    |                                                                             |                                        |
| como KV Wosjot Woluwe (fusión con Wosjot Woluwe)  |          |          |          |          |          |          |          |          |          |                                                       |                                                       |                                                                             |                                        |
| 1993/94                                           |          |          |          |          |          |          | 10       |          |          | Segunda Prov. Brab                                    | 27                                                    |                                                                             |                                        |
| 1994/95                                           |          |          |          |          |          |          | 12       |          |          | Segunda Prov. Brab                                    | 27                                                    |                                                                             |                                        |
| 1995/96                                           |          |          |          |          |          |          | 9        |          |          | Segunda Prov. Brab                                    | 41                                                    |                                                                             |                                        |
| 1996/97                                           |          |          |          |          |          |          | 9        |          |          | Segunda Prov. Brab                                    | 41                                                    |                                                                             |                                        |
| 1997/98                                           |          |          |          |          |          |          | 4        |          |          | Segunda Prov. Brab                                    | 60                                                    |                                                                             |                                        |
| 1998/99                                           |          |          |          |          |          |          | 1        |          |          | Segunda Prov. Brab                                    | 72                                                    |                                                                             |                                        |
| 1999/00                                           |          |          |          |          |          | 6        |          |          |          | Primera Prov. Brab                                    | 45                                                    |                                                                             |                                        |
| 2000/01                                           |          |          |          |          |          | 12       |          |          |          | Primera Prov. Brab                                    | 35                                                    |                                                                             |                                        |
| 2001/02                                           |          |          |          |          |          | 1        |          |          |          | Primera Prov. Brab                                    | 51                                                    |                                                                             |                                        |
| 2002/03                                           |          |          |          |          | 15       |          |          |          |          | Cuarta B                                              | 30                                                    |                                                                             |                                        |
| como KV Woluwe-Zaventem (fusión con KVK Zaventem) |          |          |          |          |          |          |          |          |          |                                                       |                                                       |                                                                             |                                        |
| 2003/04                                           |          |          |          |          |          | 5        |          |          |          | Primera Prov. Brab                                    | 51                                                    |                                                                             |                                        |
| 2004/05                                           |          |          |          |          |          | 5        |          |          |          | Primera Prov. Brab                                    | 51                                                    |                                                                             |                                        |
| 2005/06                                           |          |          |          |          |          | 1        |          |          |          | Primera Prov. Brab                                    | 68                                                    |                                                                             |                                        |
| 2006/07                                           |          |          |          |          | 6        |          |          |          |          | Cuarta B                                              | 45                                                    |                                                                             |                                        |
| 2007/08                                           |          |          |          |          | 2        |          |          |          |          | Cuarta B                                              | 66                                                    | Ascenso tras ganar en la ronda final al KFC Lille                           |                                        |
| 2008/09                                           |          |          |          | 5        |          |          |          |          |          | Tercera B                                             | 49                                                    | Derrota en la ronda final por el ascenso ante Boussu Dour Borinage          |                                        |
| 2009/10                                           |          |          |          | 4        |          |          |          |          |          | Tercera B                                             | 56                                                    |                                                                             |                                        |
| 2010/11                                           |          |          |          | 4        |          |          |          |          |          | Tercera B                                             | 62                                                    | Derrota en la ronda final por el ascenso ante Sportkring Sint-Niklaas       |                                        |
| 2011/12                                           |          |          |          | 4        |          |          |          |          |          | Tercera B                                             | 59                                                    | Derrota en la ronda final por el ascenso ante Excelsior Virton              |                                        |
| 2012/13                                           |          |          |          | 12       |          |          |          |          |          | Tercera B                                             | 47                                                    | Derrota en la ronda final por el ascenso contra Verbroedering Geel-Meerhout |                                        |
| 2013/14                                           |          |          |          | 1        |          |          |          |          |          | Tercera B                                             | 70                                                    |                                                                             |                                        |
| 2014/15                                           |          |          | 18       |          |          |          |          |          |          | Segunda                                               | 15                                                    |                                                                             |                                        |
| 2015/16                                           |          |          |          | 18       |          |          |          |          |          | Tercera B                                             | 33                                                    |                                                                             |                                        |
|                                                   | 1A       | 1B       | 1Am      | 2Am      | 3Am      | P.I      | P.II     | P.III    | P.IV     | desde 2016-17 hay 3 niveles nacionales y 2 regionales | desde 2016-17 hay 3 niveles nacionales y 2 regionales | desde 2016-17 hay 3 niveles nacionales y 2 regionales                       |                                        |
| 2016/17                                           |          |          |          | 16       |          |          |          |          |          | Segunda Div. Afic.                                    | 29                                                    |                                                                             |                                        |
| 2017/18                                           |          |          |          |          | 9        |          |          |          |          | Tercera Div. Afic.                                    | 41                                                    |                                                                             |                                        |
| 2018/19                                           |          |          |          |          | 16       |          |          |          |          | Tercera Div. Afic.                                    | 22                                                    |                                                                             |                                        |
| 2019/20                                           |          |          |          |          |          | 16       |          |          |          | Primera Prov. Brab                                    | 12                                                    | Descenso a Segunda Provincial por el cese de la competición por el COVID-19 |                                        |
| 2020/21                                           |          |          |          |          |          |          | -        |          |          | Segunda Prov. Brab                                    | -                                                     | Competición suspendida tras 4 jornadas por COVID-19                         |                                        |
| 2021/22                                           |          |          |          |          |          |          | 4        |          |          | Segunda Prov. Brab                                    | 52                                                    |                                                                             |                                        |
| 2022/23                                           |          |          |          |          |          |          | 3        |          |          | Segunda Prov. Brab                                    | 55                                                    |                                                                             |                                        |
| 2023/24                                           |          |          |          |          |          |          | 9        |          |          | Segunda Prov. Brab                                    | 41                                                    |                                                                             |                                        |
| 2024/25                                           |          |          |          |          |          |          | 12       |          |          | Segunda Prov. Brab                                    | 35                                                    |                                                                             |                                        |